# XAMPP
XAMPP is een opensourceproject van ApacheFriends en bestaat onder andere uit de Apache-webserver, MariaDB, PHP en Perl. XAMPP staat bekend om de eenvoudige installatie en de uitgebreide documentatie.
XAMPP bestaat al sinds 2002 en komt voort uit het vroegere WAMPP (Windows) en LAMPP (Linux). XAMPP is beschikbaar voor Linux, Windows, Mac en Solaris. Om deze reden is ook de naam gewijzigd van WAMPP/LAMPP naar XAMPP om de uitwisselbaarheid tussen de diverse platformen te benadrukken.
XAMPP Lite is een extra kleine XAMPP-versie. Het is de opvolger van het oude MiniXAMPP. In vergelijking met de grote XAMPP-bundel wordt 'XAMPP Lite' minder vaak geactualiseerd. De XAMPP Lite-bundel wordt in één directory geïnstalleerd.
Er bestaan ook andere AMP-versies. Op de LAMP-pagina staat een overzicht.